# Gitea
Gitea ([ɡɪˈtiː]) — програмне забезпечення типу forge для керування версіями розробки програмного забезпечення за допомогою Git, а також інших спільних функцій, такі як багтрекер, перегляд коду, неперервна інтеграція, канбан дошки, тікети та вікі. Це форк Gogs, який написано мовою Go. Gitea можна розміщувати на всіх платформах, які підтримує Go, включаючи Linux, macOS і Windows. Проєкт фінансується Open Collective.

## Історія
Gitea був створений Лунні Сяо (Lunny Xiao), який також був засновником сервісу для самостійного хостінгу Git — Gogs. Хоча Gogs був проєктом з відкритим вихідним кодом, його сховище було під контролем одного доглядача, що обмежувало кількість вхідних даних і швидкість, з якою спільнота могла впливати на розробку. Розчаровані цим, у листопаді 2016 року Gitea був створенний як форк Gogs і також було створено керованою спільнотою модель її розвитку. Офіційний випуск версії 1.0 відбувся наступного місяця, у грудні 2016 року.

### Форк Gitea
У жовтні 2022 року Лунні Сяо створила компанію Gitea Limited для надання платних послуг. Відхід від некомерційної моделі викликав певний опір, що призвело до створення форка Gitea — Forgejo. Потім, Codeberg — головна платформа для хостингу безкоштовного та відкритого програмного забезпечення, перейшла з Gitea на Forgejo.

## Дивиться також
- Контроль джерела
- Розподілений контроль версій
- Сам хостинг
- Порівняння засобів розміщення вихідного коду
- Програмне забезпечення з відкритим кодом
- GitHub
- GitLab
- Bitbucket